# 狂潮 (歌曲)
《狂潮》为1976年香港無綫電視剧集《狂潮》的同名主題曲，由顾嘉煇作曲兼編曲、黃霑填词、关菊英主唱。本曲在当年唱至街知巷闻，也是关菊英的代表作之一。

## 歌曲特徵和評價
電視劇《狂潮》屬無綫電視首部長篇時裝劇，無論劇集本身還是主題曲的風格，都與此前的《啼笑因緣》、佳視的《射雕英雄傳》等古裝劇與別不同，較新穎，富時代氣息。黃霑被指配合劇集主題和香港社會觀念的變化，講述人生哲理。詞評人楊熙形容黃霑的角度中立客觀，詞評人朱耀偉則認為詞風現代化，黃霑以淺顯的的佛理入詞，是其標誌寫法，並「影響一代粵語流行曲」。

歌曲以C大調寫成，中間曾轉調至降E大調，4/4節拍，曲式結構為AABA的變體「A1-B1-A2-B2-A’」。香港流行音樂人陳輝陽形容是其最喜歡的顧氏作品：
「是他也是你和我⋯⋯」那個II-V progression（和弦進行）。《狂潮》的第一句多麼貴氣，拿捏主題到位。曲裡很多和聲的應用是當時粵語流行曲少有的。
歌曲流傳甚廣，有論者指集數長亦是主因。1985年入選無綫電視「18年主題金曲大選」之「18主題金曲」。

## 歌手相關及歌曲版本
《狂潮》、另一版本《狂潮（主題曲二）》，以及純音樂版《狂潮主題音樂》均收錄於1977年由娛樂唱片發行的合輯（或作電視原聲輯）《狂潮》中（內有《乘風破浪》、《心有千千結》等劇集的歌曲）。非關菊英的個人專輯，有指當時香港的歌手制度還未成熟，宣傳較標榜歌曲所搭配的電視劇。這是關菊英繼出道曲《小白菜》、與伍衛國合唱的《巫山盟》同名電視劇主題曲後，第三首非擔任幕後代唱的歌曲，她亦在該劇中飾演一小配角。
《狂潮（主題曲二）》由原創作人重填歌詞及編曲，風格輕快，旨在配合劇集較輕鬆的情節。1979年，隨劇集在星馬熱播，寶麗金為關菊英發行個人專輯《狂潮》，同名歌曲重新灌唱，並由盧東尼編曲。
2009年，香港男歌手方大同曾於其在同年8月11日推出的《可啦思刻》專輯中，收錄其翻唱《狂潮》的版本，並名為《Kuang Chao（狂潮）》，是為方大同惟一一支正式發行的粵語歌曲。

## 註腳
1. ↑  香港歌手派台制度在1978年中文歌曲龍虎榜的成立才正式確立，現行歌手簽約制度的確立則始於已故音樂人黎小田1981年加盟華星娛樂並成立唱片部及經理人部門。